# 新潟大学医療技術短期大学部
新潟大学医療技術短期大学部（にいがただいがくいりょうぎじゅつたんきだいがくぶ、英語: College of Biomedical Technology of Niigata University）は、新潟県新潟市旭町通2番町746番地に本部を置いていた日本の国立大学である。1974年に設置され、2003年に廃止された。大学の略称は新大医短。

## 概要

### 大学全体
- 新潟県新潟市[注 1]に所在した日本の国立短期大学で、併設元は新潟大学医学部。
- 1974年6月7日をもって3学科[2]、入学総定員160名体制で開学。1978年に専攻科を置き、以来3学科と1専攻体制をとる。
- 1999年度の入学生を最後に[注釈 2]、2003年に短期大学としての使命を終える[5]。

### 教育および研究
- 新潟大学医療技術短期大学部は医療技術者の養成に力をいれていた。医学部附属病院での臨床実習が取り入れられていた。

### 学風および特色
- 新潟大学医療技術短期大学部は医学部に併設されていた関係上、教員は医学部との兼任者が多いものとなっていた。

## 沿革
- 1911年
  - 4月 新潟医学専門学校附属医院産婆養成科が設置される。
- 1911年
  - 10月 新潟医学専門学校附属医院看護婦養成科が設置される。
- 1922年
  - 4月 新潟医学専門学校附属医院産婆養成科及び新潟医学専門学校附属医院看護婦養成科が、新潟医科大学附属医院看護婦養成科及び同附属医院産婆養成科に改称される。
- 1945年
  - 6月 新潟医科大学附属医院看護婦養成科が新潟医科大学附属厚生女学部に改称される。
- 1947年
  - 6月 新潟医科大学附属医院産婆養成科が新潟医科大学附属医院助産婦養成科に改称される。
- 1949年
  - 5月 新潟医科大学附属厚生女学部及び新潟医科大学附属医院助産婦養成科が、新潟大学医学部附属病院厚生女学部及び同附属病院助産婦養成科に改称される。
- 1951年
  - 3月 新潟大学医学部附属病院厚生女学部が新潟大学医学部附属看護学校に改称される。
  - 4月 新潟大学医学部附属病院助産婦養成科が廃止される。
- 1956年
  - 4月 新潟大学医学部附属助産婦学校が設置される。
- 1960年
  - 9月 新潟県診療エックス線技師養成所が設置される。
- 1966年
  - 4月 新潟大学医学部附属衛生検査技師学校が設置される。
- 1966年
  - 4月 新潟県診療エックス線技師養成所が新潟県診療エックス線技師学校に改称される。
- 1971年
  - 12月 新潟県診療エックス線技師学校が新潟県診療放射線技術学校に改称される。
- 1972年
  - 4月 医学部附属衛生検査技師学校が新潟大学医学部附属臨床検査技師学校に改称される。
- 1974年
  - 6月7日 新潟大学医療技術短期大学部が以下の学科体制にて開学する[6]。
    - 看護科 入学定員80名
    - 診療放射線技術科 入学定員40名
    - 衛生技術科 入学定員40名
- 1975年
  - 5月1日 学生数[7]
    - 看護学科 100[注釈 3]
    - 診療放射線技術学科 45[注 3]
    - 衛生技術学科 72[注釈 4]/
- 1976年
  - 4月1日 以下の通りの変更がなされる[8]。
    - 看護科→看護学科
    - 診療放射線技術科→診療放射線技術学科
    - 衛生技術科→ 衛生技術学科

  - 5月1日 学生数[9]/定員 
    - 看護科 168[注釈 3]/160
    - 診療放射線技術科 78[注 4]/80
    - 衛生技術科 101[注釈 4]/80
- 1978年
  - 4月1日 専攻科に以下の課程を置く[10]。
    - 助産学特別専攻 入学定員20名
- 1999年
  - 4月1日 この年度をもって学生募集を終了[注釈 2]。
  - 5月1日 学生数[11]/定員
  - 看護科 241[注 5]/240
  - 診療放射線技術科 118[注 6]/120
  - 衛生技術科 119[注 7]/120
- 2003年
  - 3月31日 左記をもって正式に廃止される[5]。

## 基礎データ

### 所在地
- 新潟県新潟市旭町通2番町746番地[注釈 1]

### 象徴
- 新潟大学医療技術短期大学部のカレッジマークは新潟大学と同じものを使用していた。

## 教育および研究

### 組織

#### 学科[注 8]
- 看護学科 入学定員80名
- 診療放射線技術学科 入学定員40名
- 衛生技術学科 入学定員40名

#### 専攻科
- 助産学特別専攻 入学定員20名[注釈 5]

#### 別科
- なし

#### 取得資格について
受験資格
- 看護師：看護学科
- 診療放射線技師：診療放射線技術学科
- 臨床検査技師：衛生技術学科
- 助産師：専攻科助産学特別専攻

### 研究
- 『新潟大学医療技術短期大学部紀要 』[1]

## 学生生活

### 部活動・クラブ活動・サークル活動
- 新潟大学医療技術短期大学部で活動していたクラブ活動[16]
  - 体育系：テニス・バドミントン・野球・弓道・バスケットボール・水泳・剣道・空手道・バレーボールほか
  - 文化系：華道・合唱・茶道ほか

### 学園祭
- 新潟大学医療技術短期大学部の学園祭は「旭祭」と呼ばれ、新潟大学と混合で概ね7月くらいに行われていた[17]。

## 大学関係者と組織

### 大学関係者一覧
歴代学長
- 北村四郎
- 猪初男

## 施設

### キャンパス
- 新潟大学医学部内に短大校舎が立地されていた。

## 対外関係

### 他大学との協定

#### 韓国
- 清洲専門大学

### 系列校
- 新潟大学
- 新潟大学商業短期大学部

## 卒業後の進路について[18]

### 就職について
- 看護学科：ほぼ全員が看護職に就いている。新潟大学医歯学総合病院や虎ノ門病院などの総合病院がある。
- 診療放射線技術学科：ほぼ全員が専門職に就いている。新潟大学医学部附属病院をはじめ総合病院などで勤務している。
- 衛生技術学科：ほぼ全員が専門職に就いている。

### 編入学・進学実績
- 看護学科の卒業生は新潟大学医療技術短期大学部専攻科への進学実績がある。